# Ampelita celestinae
Ampelita celestinae es una especie de molusco gasterópodo estilomatóforos de la familia de los acávidos. Es endémico de Madagascar.